# Ida Peerdeman
Isje Johanna (Ida) Peerdeman (Alkmaar, 13 augustus 1905 — Amsterdam, 17 juni 1996), dochter van Rembertus Peerdeman (*1875 te Enkhuizen), koopman, en Helena de Hoijer (*1878 te Alkmaar), was een Nederlandse rooms-katholieke zieneres.

## Leven
Nadat het gezin Peerdeman in 1913 naar Amsterdam verhuisd was, claimde Ida al in 1917, in de periode van de Mariaverschijningen in Fátima, een drietal verschijningen van een vrouw in wie zij de Heilige Maagd Maria meende te herkennen. Deze beweringen werden in die tijd, mede op advies van haar biechtvader (geestelijk raadsman) stilgehouden. Wat later meldde Peerdeman ook te maken te hebben met poltergeist-achtige verschijnselen, in verband waarmee er, overigens zonder blijvend effect, exorcisme op haar werd toegepast. Deze verschijnselen beweerde zij ook in haar latere leven te hebben gehad.
Peerdeman werd in rooms-katholieke kring vooral bekend vanwege de door haar gerapporteerde Mariaverschijningen in de periode 1945–1959. In totaal, tussen 25 maart 1945 en 31 mei 1959, zou de Maagd Maria zesenvijftigmaal aan haar verschenen zijn. Bij deze gelegenheden kreeg zij ook boodschappen mee, die door haar zus in een schrift werden genoteerd (en later ook werden gepubliceerd), en een speciaal voor de wereldvrede bestemd gebed. Naar aanleiding van deze verschijningen werd in 1976 in de Amsterdamse Diepenbrockstraat de kapel Maria Vrouwe van alle Volkeren opgericht. 
Tegen het einde van haar leven gaf Peerdeman aan Mohamed el-Fers – als enige journalist in vijftig jaar – toestemming haar te interviewen, op voorwaarde dat het verhaal hiervan pas na haar dood zou worden gepubliceerd. Het interview verscheen op een dvd die voor het eerst werd vertoond in 2005 tijdens de 7e Internationale Gebedsdag in de Amsterdamse RAI met ruim 10.000 bezoekers. Op basis van dit interview verscheen in 2002 een uitgebreid stuk in De Groene Amsterdammer.

## Verering
De Rooms-Katholieke Kerk stond van begin af aan sceptisch tegenover de verschijningen bij Peerdeman; ook in de katholieke pers werd zij veelal als hysterica afgeschilderd. Een door het bisdom Haarlem ingesteld onderzoek over haar persoon bracht echter aan het licht dat zij een normale persoonlijkheid had en vrijwel geen fantasie. Het belette niet dat de bisschop van Haarlem, Johannes Petrus Huibers (1875-1969) tot driemaal toe, in 1954, 1955 en 1956 reserves uitsprak, iedere publieke verering van het beeld van de Maagd der volkeren verbood, evenals het gebed dat zogenaamd door haar was meegedeeld. Het Heilig Officie (nu: Dicasterie voor de Geloofsleer) bevestigde die reserves met een mandement op 13 maart 1957. Op 24 juni 1959 liet het Heilig Officie aan de Nederlandse bisschoppenconferentie en aan Joannes van Dodewaard (1913-1966), de bisschop van Haarlem, nogmaals weten dat de zogenaamde verschijningen in Amsterdam niet als authentiek konden worden beschouwd en geschriften hierover dienden te worden verboden.
De verering bleef niettemin aanhouden en in 1969 stelde de bisschop van Haarlem Theodorus Zwartkruis (1909-1983) een onderzoekscommissie in, die tot het besluit kwam dat men, om pastorale redenen, het verbod op de devotie van de Maagd der volkeren best kon versoepelen. De bisschop scheen hiertoe bereid, maar kreeg in 1972 een waarschuwing van kardinaal Franjo Šeper (1905-1981), secretaris van de Congregatie voor de Geloofsleer, die er op wees dat een dergelijke toegeving de indruk zou geven dat de verschijningen en de boodschappen die er waren uit voortgekomen als authentiek aanvaard werden. Op 14 juni 1974 gaf de Congregatie van de Geloofsleer opnieuw een mandement uit waarin de vroegere reserves en verbodsbepalingen bevestigd werden.
De latere Haarlemse bisschoppen Henny Bomers (1983-1998) en Jos Punt (1998-2020), in wier bisdom deze verschijningen hadden plaatsgevonden, namen nochtans een welwillender houding aan. Bij de uitvaart van Peerdeman in 1996 celebreerde Mgr. Bomers zelfs de eucharistie en kort voordien had hij de verering van Maria als Vrouwe van alle volkeren toegestaan. Mgr. Punt, die Bomers was opgevolgd als bisschop van Haarlem, noemde de Mariaverschijningen in 2002 nog authentiek. Het Vaticaan bleef de verschijningen echter als niet van bovennatuurlijke oorsprong beschouwen en riep opnieuw op om de verspreiding van deze devotie tegen te gaan. Toch werd in 2006 een controversieel gebed (met een kleine wijziging) door de Congregatie voor de geloofsleer aanvaard.

## Geen erkenning
Op 30 december 2020 gaf bisschop Jan Hendriks de verklaring uit dat hij – na de Congregatie van de Geloofsleer te hebben geraadpleegd – de veronderstelde verschijningen, openbaringen of boodschappen aan Ida Peerdeman (in de periode 1945-1959) in Amsterdam 'niet van bovennatuurlijke oorsprong' (constat de non supernaturalitate) achtte en dat de verspreiding ervan niet langer geoorloofd was. De titel Vrouwe van alle Volkeren, haar afbeelding en het (in 2005 gewijzigde) gebed bleven wel geoorloofd zolang maar geen link werd gelegd met de veronderstelde verschijningen. Deze verklaring lag in de lijn met het door paus Paulus VI bevestigde oordeel van genoemde congregatie van 5 april 1974 (gepubliceerd op 25 mei 1974 en enkele maanden later aan bisschop Zwartkruis meegedeeld).
Het belette niet dat bisschop Hendriks een 'pastorale nota' aan de verklaring toevoegde, waarbij hij zich solidair voelde met diegenen die door de afwijzing ontgoocheld waren en er vooral de nadruk op legde dat verdere verering van Onze-Lieve-Vrouw van alle Volkeren toegelaten bleef. Zijn nota toonde aan dat hij het zelf met de beslissing uit Rome nauwelijks eens was en er zich alleen uit gehoorzaamheid bij neerlegde. 
Hij had ondertussen al verschillende keren deelgenomen aan de sinds 2009 door de Stichting Vrouwe van alle Volkeren georganiseerde en talrijk bijgewoonde jaarlijkse gebedsdag, op Pinksteren in de RAI Amsterdam of de Beurs van Berlage. Samen met bisschop Punt droeg hij de heilige mis op in de Amsterdamse Kapel van de  Vrouwe van alle Volkeren op de jaarlijkse gebedsdagen van 22 mei 2021 (tijdens de COVID-19-pandemie) en van 28 mei 2022. Op de gebedsdag van 4 juni 2023, die doorging in het bedevaartsoord Onze-Lieve-Vrouwe ter Nood in Heiloo, gaf hij een lezing over Maria als middelares, terwijl tijdens de eucharistieviering bisschop Punt de homilie uitsprak.
De kapel van de Diepenbrockstraat in Amsterdam en meer algemeen de verering van de Vrouwe van alle Volkeren wordt ondersteund door de religieuze communauteit Familie van Maria.

## Maria medeverlosser?
De verering in Amsterdam heeft een welbepaald doel, namelijk de uitroeping te benaarstigen van een nieuw kerkelijk dogma waarbij Maria zou worden uitgeroepen tot medeverlosser.
De Amerikaanse theoloog Marc Miravalle, hoogleraar aan de franciscaanse universiteit van Steubenville (Ohio), heeft zich hiervan de voorvechter gemaakt en heeft een beweging opgericht onder de naam Vox Populi Mariae Mediatricis. Na het internationaal mariaal congres in Częstochowa (stad) in 1996, werd door het Vaticaan een internationale commissie van theologen opgericht. Deze commissie keurde eenparig het idee van een dergelijk dogma af. Niettemin werd een petitie georganiseerd die de vraag ondersteunde en meer dan vijf miljoen handtekeningen verzamelde, waaronder die van een veertigtal kardinalen, van meer dan vijfhonderd bisschoppen en van duizenden priesters. Gevolg hieraan werd in 2005 in Fátima (Portugal) een bijeenkomst gehouden, geleid door vijf kardinalen, die het idee nieuw leven wilden inblazen. Dit kon echter niet lukken. 
Immers, al in 2001 had kardinaal Ratzinger geschreven dat het concept van een medeverlosser afweek, zowel van de Heilige Schrift als van de werken van de kerkvaders. Als paus Benedictus XVI gaf hij dan ook geen gunstig gevolg. Dit deed zijn opvolger paus Franciscus evenmin. Het belet niet dat men in Amsterdam het idee levend hield en professor Miravalle regelmatig, tijdens de jaarlijkse Amsterdamse gebedsdag, lezingen hield ter ondersteuning van het idee. Dit was het geval tijdens de jaarlijkse pinksterbijeenkomsten in Heiloo, die in 2024 en 2025 doorgingen. Op 28 juni 2025 gaf ook erebisschop Punt opnieuw een lezing, terwijl de afsluitende eucharistieviering werd opgedragen door bisschop Hendriks.
Ondertussen was op 11 juli 2024 door de Congregatie van de geloofsleer, onder de handtekening van zijn prefect, kardinaal Víctor Manuel Fernández, opnieuw bevestigd dat aan de Amsterdamse verschijningen geen bovennatuurlijk karakter werd toegekend. Bisschop Hendriks reageerde opnieuw dat dit de verering van Maria als Vrouwe van Alle Vokeren niet in de weg stond.